# NGC 6138
NGC 6138 est une galaxie elliptique située dans la constellation d'Hercule. Sa vitesse par rapport au fond diffus cosmologique est de 8 869 ± 29 km/s, ce qui correspond à une distance de Hubble de 130,8 ± 9,2 Mpc (∼427 millions d'al). NGC 6138 a été découverte par l'astronome français Édouard Stephan en 1872.
À ce jour, une mesure non basée sur le décalage vers le rouge (redshift) donne une distance d'environ 136,000 Mpc (∼444 millions d'al). Cette valeur est à l'intérieur des valeurs de la distance de Hubble. Notons cependant que c'est avec la valeur moyenne des mesures indépendantes, lorsqu'elles existent, que la base de données NASA/IPAC calcule le diamètre d'une galaxie et qu'en conséquence le diamètre de NGC 6138 pourrait être d'environ 50,3 kpc (∼164 000 al) si on utilisait la distance de Hubble pour le calculer.

## Identification de NGC 6138 et NGC 6363
Le 24 juillet 1879, Stephan a observé cette même galaxie et elle a été inscrite au New General Catalogue sous la désignation NGC 6363. Les bases de données NASA/IPAC et Simbad associent la galaxie PGC 58070 à NGC 6138 et PGC 60164 à NGC 6363. Il s'avère que cette interprétation est incorrecte.
En 1914, Emmanuel Esmiol, un étudiant assistant à l'observatoire de Marseille, s'est vu confier la tâche de convertir les observations de Stephan au coordonnées B1900.0. Ce faisant, il découvrit plusieurs erreurs dans les calculs de position faits par Stephan. Esmiol estima que NGC 6138 était la même galaxie que 6263, déduction aussi incorrecte, mais probablement due à une erreur typographique. De récentes études réalisées par Harold Corwin et Steve Gottlieb indiquent que la description donnée par Stephan correspond à l'environnement de NGC 6363 au lieu de celui de NGC 6263. Ces deux entrées désignent la même galaxie, soit PGC 60164,,.